# Завет (село)
Завет (болг. Завет) — село в Болгарии. Находится в Бургасской области, входит в общину Сунгурларе. Население составляет 118 человек.

## Политическая ситуация
Завет подчиняется непосредственно общине и не имеет своего кмета.
Кмет (мэр) общины Сунгурларе — Георги Стефанов Кенов (Движение за права и свободы (ДПС)) по результатам выборов.